# Roskildski sporazumi
Roskildski sporazumi, sklenjeni 18. in 22. novembra 1568, so bili mirovni sporazumi med Dansko-Norveškim kraljestvom in njegovim zaveznikom Svobodnim hanseatskim mestom Lübeck na eni in Švedskim kraljestvom na drugi strani. Sporazumi naj bi končali severno sedemletno vojno. Mirovna pogajanja so se začela na pobudo švedskega kralja Ivana III., ki je na koncu zavrnil ratificiranje sporazumov, ker so njegovi odposlanci privolili v preveč daljnosežne dansko-norveške zahteve. Najpomembnejša je bila zahteva, da mora Švedska plačati Danski vojno škodo in ji odstopiti Švedsko Estonijo. Vojna je zato trajale še dve leti in se končala s Ščečinskim mirom, sklenjenim leta 1570.